# Лобчанка
Лобчанка (бел. Лобчанка) — река в Белоруссии, протекает по территории Чериковского и Славгородского районов Могилёвской области, правый приток реки Сож. Длина реки — 30 км, площадь водосборного бассейна — 122 км², средний наклон водной поверхности 1,2 ‰.
Река берёт начало у деревни Дубровка в 18 км к северо-западу от центра города Чериков. Генеральное направление течения — юг, значительном в нижнем течении образует границу Чериковского и Славгородского районов, прочее течение проходит по Чериковскому. Протекает преимущественно в пределах Оршанско-Могилевской равнины. Русло на протяжении 5,8 км канализировано. Бассейн реки относится к Верхне-Днепровскому гидрологическому району. Именованных притоков не имеет, но принимает сток из мелиоративных каналов. В верховьях в межень пересыхает.
Лобчанка протекает сёла и деревни Рынковка, Лобча, Долгая, Припечино, Соколовка, Полипень.
Впадает в Сож у деревни Ремидовщина. Ширина реки у устья около 10 метров.